# بلندگو (فیلم)
«بلندگو» (انگلیسی: Loudspeaker) یک فیلم است که در سال ۲۰۰۹ منتشر شد.